# 陈坊仁
陈坊仁（1916年—1967年），江西省兴国县永丰乡人，中国人民解放军将领、中国人民解放军开国少将。
曾任中国人民志愿军68军军长。1955年，授予中国人民解放军少将。